# Clete Thomas
Michael Clete Thomas, né le 14 novembre 1983 à Jacksonville (Floride), est un joueur américain de baseball évoluant en Ligue majeure de baseball avec les Twins du Minnesota.

## Carrière
Après des études secondaires à la Mosley High School de Lynn Haven (Floride), Clete Thomas suit des études supérieures à l'Université d'Auburn où il porte les couleurs des Auburn Tigers de 2003 à 2005.
Il est drafté le 7 juin 2005 par les Tigers de Détroit au sixième tour de sélection.
Thomas passe trois saisons en Ligues mineures avant d'effectuer ses débuts en Ligue majeure le 31 mars 2008. Il fait la navette entre la Ligue majure et la Triple-A en 2008. Même traitement la saison suivante de la part de son manager Jim Leyland. Il prend toutefois part à 102 rencontres en 2009 avec les Tigers.
Il effectue le début de la saison 2010 en Triple-A avec les Toledo Mud Hens, mais une blessure met fin à sa saison dès début juin. Il passe 2011 avec Toledo. Le 14 avril 2012, il est réclamé au ballottage par les Twins du Minnesota.

## Statistiques
| Saison | Équipe  | G   | AB  | R  | H  | 2B | 3B | HR | RBI | SB | BA   |
| ------ | ------- | --- | --- | -- | -- | -- | -- | -- | --- | -- | ---- |
| 2008   | Détroit | 40  | 116 | 7  | 33 | 9  | 1  | 1  | 9   | 2  | .284 |
| 2009   | Détroit | 102 | 275 | 46 | 66 | 13 | 3  | 7  | 39  | 3  | .240 |
| Totaux | Totaux  | 142 | 391 | 53 | 99 | 22 | 4  | 8  | 48  | 5  | .253 |

Note : G = Matches joués ; AB = Passages au bâton; R = Points ; H = Coups sûrs ; 2B = Doubles ; 3B = Triples ; 
HR = Coup de circuit ; RBI = Points produits ; SB = Buts volés ; BA = Moyenne au bâton.